# .NET Remoting

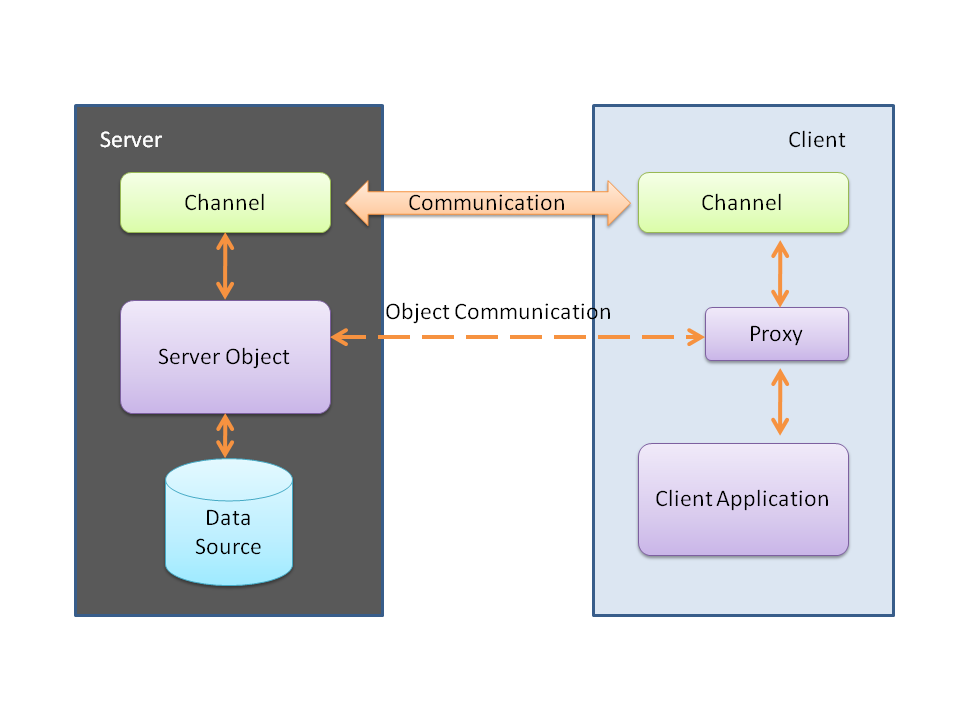
.NET Remoting 架構

.NET远程处理（.NET Remoting ）是微軟 .NET Framework 中的一種網路通訊技術，與 XML Web Service 不同的是，它可以使用 SOAP 以外的協定來通訊，而在伺服端和用戶端之間所操作的方法近乎相同，用戶端可以不必考慮使用的協定，即可存取伺服端所開放的物件。這個技術與是由Distributed COM所發展而來的，與DCOM最大的不同是，DCOM有限制使用 TCP Port，但.NET Remoting 可以選擇使用 TCP 或 HTTP 的方式通訊，而資料可以利用 SOAP 或二進位傳輸方式在網路上流動，二進位的傳輸效能是 SOAP 所不能比的，但 SOAP 卻可以得到和 Web Service 相互溝通的能力，因此 .NET Remoting 的設計彈性較大。
.NET Remoting 技術目前已整合到 Windows Communication Foundation 中。

## 原理
.NET Remoting 使用了 信道 和 序列化 機制來串接兩台機器間的物件，信道是負責處理網路通訊的部份，而序列化則是處理物件與串流資料的處理工作。
- 信道支援了 IPC（行程間通訊）、TCP 與 HTTP 通訊協定[2]。
- 序列化支援二進位（binary）或 XML（SOAP）通訊協定的資料串流[3]。

當伺服端設定好使用的通道以及協定後，用戶端必須要跟隨伺服端的設定，並且依伺服端決定的活化模型來啟動，而程式設計的方法和一般呼叫元件般簡單。
```
public
 
static
 
void
 
Main
()

{

   
RemotingConfiguration
.
Configure
(
"Client.exe.config"
);
 
// 读取设置

   
RemotableType
 
remoteObject
 
=
 
new
 
RemotableType
();
 
// 创建可远程处理对象

   
Console
.
WriteLine
(
remoteObject
.
SayHello
());
 
// 调用远程方法

}

```

## 組態設定
.NET Remoting 的設計理念，就是為了要簡化網路上的物件通訊，而且要讓開發人員不必太過於在通訊的底層傷腦筋，因此在網路通訊協定上做了許多的包裝，並且允許在 Configuration File（app.config）中直接設定，或是由 .NET Remoting 的 Configuration API 來設定即可，故組態設定的選項複雜度較高，設計較複雜的 .NET Remoting 應用程式在組態的設定上往往會相當複雜。
以下為設定 .NET Remoting 用戶端的範例設定：
```
<configuration>

   
<system.runtime.remoting>

      
<application>

         
<client>

            
<wellknown
 

               
type=
"RemotableType, RemotableType"

               
url=
"http://localhost:8989/RemotableType.rem"

            
/>

         
</client>

      
</application>

   
</system.runtime.remoting>

</configuration>

```

## 活化模型
活化（Activation）是指用戶端啟動伺服端元件的方式，.NET Remoting 中支援了兩種方式：
- Single-Call：在每一次用戶端呼叫時都生成一個執行個體。
- Single-ton：在第一次呼叫時就生成執行個體，之後每一次呼叫都使用相同的執行個體。

## 物件傳遞
在 .NET Remoting 中，不論是傳值或傳址，每一個物件都必須要繼承 System.MarshalByRefObject 類別，才可以利用 .NET Remoting 來傳輸。
以下程式碼為伺服端的 Remoting 元件：
```
// RemotableType.cs

using
 
System
;

public
 
class
 
RemotableType
 
:
 
MarshalByRefObject
 
// Remoting 物件必須繼承自 System.MarshalByRefObject 類別。

{

    
public
 
string
 
SayHello
()

    
{

        
Console
.
WriteLine
(
"RemotableType.SayHello() was called!"
);

        
return
 
"Hello, world"
;

    
}

}

```